# ماثيو أوكونور (سباح)
ماثيو أوكونور (بالإنجليزية: Matthew O'Connor) (مواليد 26 فبراير 1971) هو سبّاح من المملكة المتحدة، مثّل بلاده في الألعاب الأولمبية الصيفية 1992.

## روابط خارجية
ماثيو أوكونور على موقع الاتحاد الدولي للسباحة (الإنجليزية)
- ماثيو أوكونور على موقع أوليمبيديا (الإنجليزية)